# William Trager

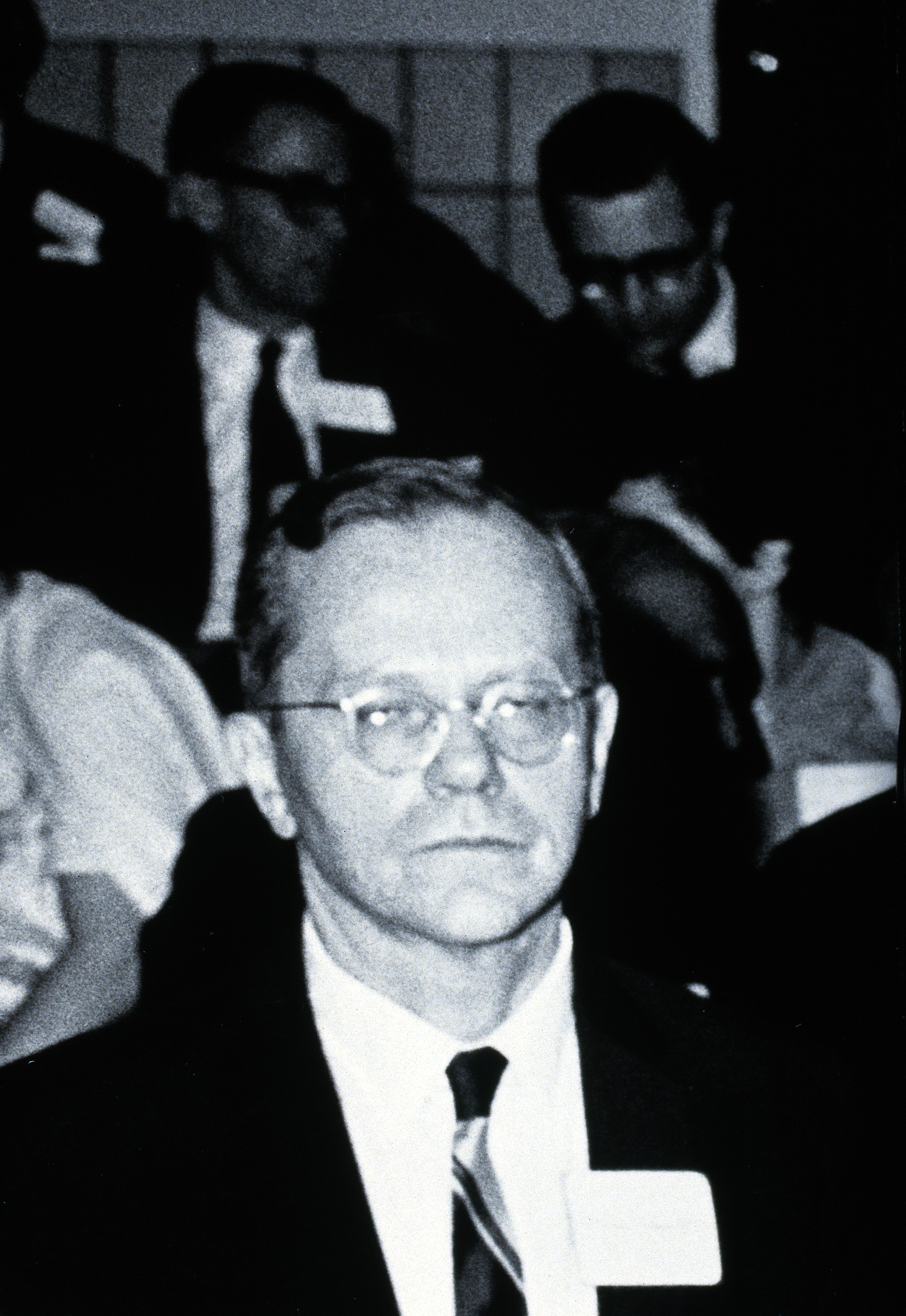
William Trager

William Trager (* 20. März 1910 in Newark, New Jersey; † 22. Januar 2005 in New York City) war ein US-amerikanischer Parasitologe, bekannt für Forschungen zur Malaria.

## Leben

### Jugend und Ausbildung
Trager, der schon in seiner Jugend Insekten sammelte, studierte Zoologie an der Rutgers University (Bachelor 1930) und wurde 1933 bei L. R. Cleveland an der Harvard University mit einer Arbeit über die symbiontisch im Darm von Termiten lebenden Einzeller promoviert. Danach ging er in das Labor für zoologische Pathologie (Animal Pathology) des Rockefeller Instituts in Princeton. Ab 1934 gehörte er fest zum Institut (ab 1953 Rockefeller University) und blieb dort den Rest seiner Karriere. Er war dort Professor, ab 1980 Professor Emeritus, blieb aber bis kurz vor seinem Tod wissenschaftlich aktiv.

### Forschungsgebiete
Trager war sehr geschickt im Umgang mit unterschiedlichen Parasiten im Labor. In den 1930er Jahren baute er im Labor ein erregerfreies Aufzuchtsystem zum Studium der Larve der Gelbfiebermücke (Stegomyia aegypti, früher Aedes aegypti) auf und er entwickelte Kulturen von Moskito- und Seidenraupengewebe für in vitro Studien. In den 1970er Jahren gelang es ihm Trypanosomen, die Erreger der Schlafkrankheit, in Zellkulturen von Tsetse-Fliegen zu vermehren.
Er beschäftigte sich auch mit Zecken, einer weiteren großen Quelle von Infektionen neben Moskitos, und zeigte, dass es bei Wirbeltieren eine Immunisierung gegen Zecken gibt, so dass prinzipiell eine Impfung von Nutztieren möglich ist.
In den 1970er Jahren gelang ihm ein Durchbruch in der Kultivierung des Malariaerregers Plasmodium falciparum in menschlichem Blut im Labor, wichtig für die gezielte Entwicklung von Medikamenten und Impfstoffen. Mit Malaria beschäftigte er sich schon im Zweiten Weltkrieg, als er als Captain in der US-Armee (Sanitary Corps) in Nordaustralien Antimalaria-Medikamente testete (Atabrin). 1950 gelang ihm die Zucht eines Malariaerregers, der Vögel infizierte. Er zeigte auch, dass Parasiten für ihren Stoffwechsel auf lebenswichtige Cofaktoren der Wirtszelle angewiesen waren, insbesondere zeigte er das am Beispiel von Biotin.

### Editor und Beratertätigkeit
1953 bis 1965 war er Gründungsherausgeber des Journal of Protozoology (jetzt Journal of Eukaryotic Microbiology). 1960/61 war er Präsident der Society of Protozoologists, 1973/74 der American Society of Parasitologists und 1978/79 der American Society of Tropical Medicine and Hygiene. Er war Berater der WHO und des National Institute of Allergy and Infectious Diseases.

### Fellowships und Ehrungen
1973 wurde er in die National Academy of Sciences aufgenommen. 1973/74 war er Guggenheim Fellow. Er war Ehrendoktor der Rutgers University (1965) und der Rockefeller University (1987). 1980 erhielt er die S.-T.-Darling-Medaille für Malaria der WHO, 1982 die Leuckart-Medaille der Deutschen Gesellschaft für Parasitologie, 1986 die Manson-Medaille der Royal Society of Tropical Medicine and Hygiene, 1991 die Augustine Le Prince-Medaille der American Society for Tropical Medicine and Hygiene und 1994 den Prinz-Mahidol-Preis.
1998 stiftete die Society for Protozoology den William Trager Award.

### Privatleben
Er war seit 1935 mit Ida Sosnow verheiratet und hatte zwei Töchter und einen Sohn.

## Schriften
- Symbiosis, Van Nostrand Reinhold, New York 1970
- Living together - the biology of animal parasitism, Plenum Press, New York 1986
- Hrsg. mit John Gardiola, Lucio Luzzatto: The molecular biology of parasites, Raven Press, New York 1983